# فيلي ستيل
فيلي ستيل (بالإنجليزية: Willie Steel)‏ (6 فبراير 1908 في المملكة المتحدة - 1990) هو مدرب كرة قدم ولاعب كرة قدم بريطاني (وحمل سابقاً جنسية المملكة المتحدة لبريطانيا العظمى وأيرلندا) في مركز الظهير. لعب مع برمنغهام سيتي وديربي كاونتي وسانت جونستون ونادي دمبرتون ونادي ليفربول.

## وصلات خارجية
- فيلي ستيل على موقع قاعدة بيانات كرة القدم.إي يو (الإنجليزية)

1. ↑   https://www.tradingcarddb.com/Person.cfm/pid/35105/. {{استشهاد ويب}}: |url= بحاجة لعنوان (مساعدة) والوسيط |title= غير موجود أو فارغ (من ويكي بيانات) (مساعدة)